# Municipio de Huntington (condado de Ross)
El municipio de Huntington (en inglés: Huntington Township) es un municipio ubicado en el condado de Ross en el estado estadounidense de Ohio. En el año 2010 tenía una población de 6220 habitantes y una densidad poblacional de 40,28 personas por km².

## Geografía
El municipio de Huntington se encuentra ubicado en las coordenadas 39°13′55″N 83°2′37″O / 39.23194, -83.04361. Según la Oficina del Censo de los Estados Unidos, el municipio tiene una superficie total de 154.43 km², de la cual 154.29 km² corresponden a tierra firme y (0.09%) 0.14 km² es agua.

## Demografía
Según el censo de 2010, había 6220 personas residiendo en el municipio de Huntington. La densidad de población era de 40,28 hab./km². De los 6220 habitantes, el municipio de Huntington estaba compuesto por el 97.01% blancos, el 0.74% eran afroamericanos, el 0.21% eran amerindios, el 0.24% eran asiáticos, el 0.02% eran isleños del Pacífico, el 0.06% eran de otras razas y el 1.72% pertenecían a dos o más razas. Del total de la población el 0.92% eran hispanos o latinos de cualquier raza.